# 迷走建築
迷走建築（英語：construct city）是在台灣宜蘭縣開始的自我學習的非營利團體的特殊活動，在當地是一個帶有對都市建築與環境關注的社群活動，宣揚互助和集體以及樂觀精神，反思環境對立性。參與者沒有階級與背景的限制，相關請參考迷走建築之三大不限制。

## 名稱解意
字面含義是在一個「?」的旅途上檢視自我。活動名稱的單字都有特定順序如:2011 迷走建築 in 礁溪 - MONOPOLY (時間/名稱/地點/標題)，並且在每年夏季時期進行活動。
舉辦者沒有特定的限制；慣例上都具有曾經參加過任一次夏季迷走建築活動者，並可能具理想性。而這些舉辦者在2013年發起 CxCITY 宣言，並重新檢視迷走建築其意義。

## 舉辦者與社群
社群沒有具體的稱呼，習慣上迷走建築也常被當作社群名稱，這層誤解沿用至今；過去社群沒有絕對的層級限制，當年度舉辦者皆由過去的參加者意願協力，使得舉辦者為一個複數；邏輯上的來說；舉辦者同時也是參加者，因此「成員」一詞在過去不見得適用於該社群，因為每年舉辦者組成都有變動；而每年都無給薪所以也被稱作志工，並且越接近舉辦日期志工聚集的人數也越多。
志工與參與者因為都被視為活動中集體的一群，每年名冊都被記錄並簽名在旗幟上。
社群沒有嚴格的定義目標與意識形態上的歸類，而是透過慢社會化的過程將一些觀點逐步集合；比如扁平化特徵等。
在2013年後這個社群發起CxCITY宣言開始進行其他計畫。

## 由來
起初是在2002年，由幾位建築系學生在宜蘭探索現代建築的出遊，到2007年無意間在網路間發佈邀約的訊息並用宜蘭迷走建築為標題，之後；每年都以此為名在宜蘭舉行活動，也同過去慣例以機車作為工具在蘭陽平原穿梭，並不限階級背景與人數。

## 演變
2010年開始，名稱多了暗示舉辦地點「?」，幾乎大部份的慣例都照舊進行而演變為該社群的傳統；到了2011年延伸出該年度的標題，並經讓參加者體驗工作營式的推演，使活動帶有強烈的經驗主義與理性主義對立的色彩。
| 000000000000 迷走建築歷年列表                               |        |      |            |      |          |          |
| 年份                                                        | 參加者 | 志工 | 里程公里數 | 時數 | 跨領域別 | 行點總數 |
| 2007 宜蘭迷走建築                                           | 14     | 2    |            | 72   | 2        |          |
| 2008 宜蘭迷走建築                                           | 6      | 3    |            | 48   | 2        |          |
| 2009 宜蘭迷走建築                                           | 24     | 7    |            | 48   | 4        |          |
| 2010 迷走建築 in 宜蘭 - 預言                                | 87     | 14   | 72         | 48   | 6        |          |
| 2011 迷走建築 in 礁溪 - MONOPOLY                            | 79     | 18   |            | 48   | 5        |          |
| 2012 迷走建築 in 頭城 - UtopiA                              | 74     | 16   |            | 36   | 11       |          |
| 2013 迷走建築 in 溪南 - 参城記                              | 85     | 28   |            | 36   | 21       |          |
| 2015 迷走建築 in 中興 - The Lost Cultural and Creative Park | 85     | 28   |            | 36   | 21       |          |

## 活動進行
歷年都在民俗節氣夏至到大暑間擇兩到三日舉行，所有過程高度依賴機車作為交通工具；以動態運動的方式穿梭城鎮鄉間經驗環境都市化過程，由起初至今；機車作為活動中的角色沒有被改變過，成為傳統的一部分。

## 相關名詞

### 三大不限制
三大不限制意指：在迷走建築當中不限階級、不限專業、不限人數。儘管本身有著「建築」這一詞彙存在其中，然而不論志工或參與者皆不限於建築相關領域出身。另外活動規模也從來沒有上限，例如2011年迷走建築志工和參與者合計便超過了100人，其利用機車的移動過程更成為了宜蘭當地季節性的特殊「地景」。

### 烏托邦地圖
烏托邦地圖（Utopiamap）是以描繪地圖路徑為基礎，這個概念產生是為了迷走建築所面對的城市挑戰或困境所誕生。其前身為2010迷走建築第一次引進的遊戲圖盤，地圖在路徑、分區和特性。2011年經由區域發展模擬/遊戲礁溪實驗論文以現實城市為參考簡化，進行過程類似桌上遊戲「大富翁」。經過2012年迷走建築活動的演進，每個參與者被賦予了各種不同的角色，以模擬都市在發展過程遇到的各方勢力競合、鬥爭。2013年宣佈進入停歇期。

### 對都市策略採取模擬
2013年透過 CxCITY宣言在台中、宜蘭分別以中區、溪南為模擬對象，企圖測試政策對該區域未來提案是否具有新可能，甚至考量政治權力的週期所帶來的影響；2014年 AA Taiwan Project Visiting School /『大陸政策對山區農業經濟的空間影響』、勤美綠圈圈生活藝術祭 /『群眾自造』從紙盤上的互奕進而展開空間與區域長期建立凝聚參與共識以及預期城市概念並探索亞洲新城市思路。

## 资料来源
1. ↑  .   [2012-07-13]. （原始内容存档于2016-03-04）.
2. ↑  2010 迷走建築 in 宜蘭 - 預言